# Honorio Jovino
Honório Jovino (Onorio Giovane), (San Marco Argentano, 28 de agosto de 1881 - Taubaté, 27 de abril de 1909), jornalista e poeta.

## Biografia[1]
Foi Honório Jovino, italiano de nascimento, jornalista e poeta em nossa terra. O sobrenome Giovane foi abrasileirado para Jovino.
O reconhecimento de sua contribuição para a sociedade taubateana veio através da denominação, com seu nome, para uma das ruas de Taubaté. A Câmara Municipal, em 20 de maio de 1932, pelo Ato n.º 31, denominou de RUA HONÓRIO JOVINO a travessa que, partindo da Rua Silva Jardim termina na Rua Emílio Winther.
Seu pai foi proprietário de uma padaria que se localizava no final do primeiro quarteirão da Rua Visconde do Rio Branco, no lado direito da rua e, como seu pai, ele foi também comerciante; era dono de uma charutaria.
Além de trabalhar no Comércio militou no magistério particular e nos Grêmios sociais comuns na época. Poeta brilhante, possuidor de uma linguagem bela e escorreita. Era irmão de Névio Giovane, residente no Rio de Janeiro e que, com o pseudônimo de "João das Velhas", colaborou no Jornal de Taubaté, na seção Cartas do Rio.
Foi diretor do jornal local Tribuna Popular, até março de 1900. Publicou os livros : Oásis, Matutinos (1900) e Rimas Velhas (1907) onde existem poemas belíssimos.
Foi, sem dúvida, um poeta de primeira água, digno de figurar nas melhores antologias e na própria Literatura Brasileira.
Faleceu aos 27 de a abril de 1909.

## Activitade e obras[2]
No dia 2 de maio de 1909 o jornal "O NORTE" publicou o artigo seguinte:
"Faleceu Honório Jovino.
Estava em Quiririm, para onde fora, em busca de melhoras para sua saúde, mas tudo em vão:- quarta-feira, pelas 21 horas, morreu, vitimado por cruel quão ingrata moléstia.
Filho da grande e altiva pátria italiana, era ele brasileiro pelo coração. Para aqui viera em menino, morando sempre em Taubaté.
Inteligente, de uma lúcida inteligência, desde os primeiros anos de sua vida Honório Jovino dedicou-se francamente ao estudo. 

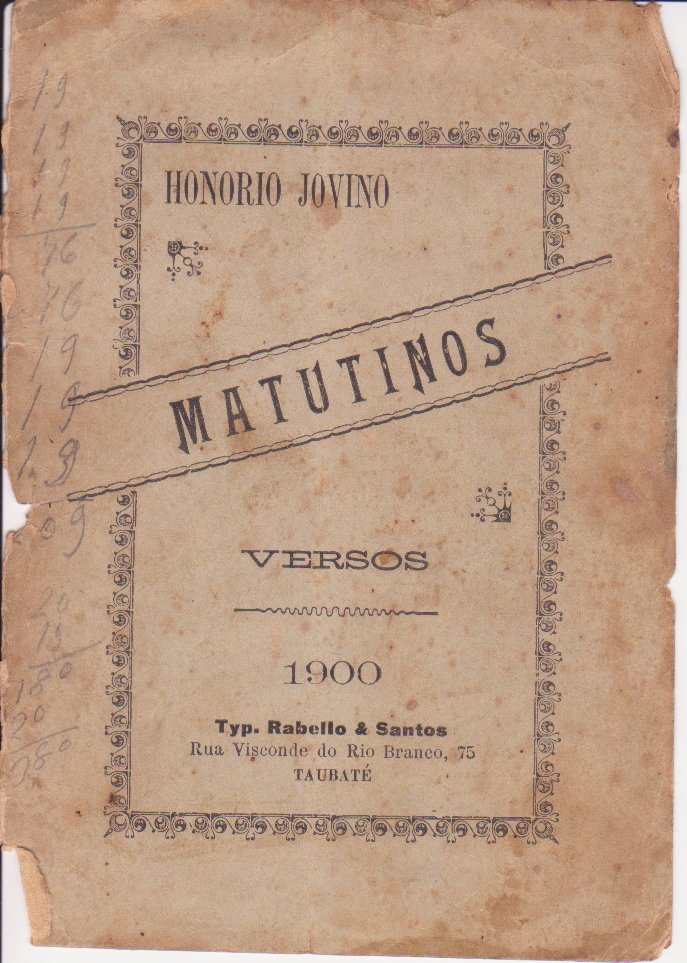
Capa dos Versos Matutinos

Foi por longos anos aluno da antiga Associação Artística e Literária e ali ele cultivou, em grande parte, a sua já então bela inteligência.
De uma força de vontade inaudita e de um grande amor pelo saber, o jovem morto soube aproveitar a inteligência que possuía polindo-a sempre, conquistando afinal um laureado nome a custa de seus próprios esforços.
Não freqüentou os cursos da Academia ou das Escolas Superiores, mas nem por isso deixou de ser um poeta de reconhecida maviosidade, um literato de tino quilate, um jornalista de pulso. Nas horas vagas ainda cultivou a música, fazendo parte da antiga orquestra "Antonio José" , da Associação dos Empregados no Comércio. Era também hábil Guarda-livros.
Como jornalista foi proprietário de vários jornais de pequeno formato que publicaram-se nesta cidade, mas onde mais seu talento apareceu foi no "Correio da Manhã", no então "Taubateano", na "Ordem", e ultimamente, sentindo-se doente, deixou a direção do "Jornal de Taubaté", no qual por longos anos emprestou o brilho de seu robusto preparo intelectual, fundando, então a "Notícia" que, infelizmente, baqueou no meio da jornada, tal era já o adiantamento de sua enfermidade.
Fez parte de várias Associações locais, sendo um dos fundadores do Grêmio "José de Alencar", sociedade literária que aqui existiu há anos.
Foi apreciado e talentoso amador dramático e em várias representações tomou parte, com aplausos gerais.
Deixa publicado três livros de versos:- "Matutinos", "Oásis" e "Rimas Velhas".
Freqüentou também as aulas do saudoso Colégio Sagrado Coração de Jesus – aqui fundado e funcionado sob a escrupulosa direção dos Reverendíssimos Padres Antonio Nascimento Castro, Antonio Gomes Vieira e Antonio Firmino Vieira de Araújo. Nesse Colégio, não só recebeu sábias lições de consumados mestres, como também recebeu fina educação religiosa, chegando mesmo a receber a primeira comunhão.
Gozou de justa estima de sues mestres e colegas.
Aqui consorciou-se com D.a Julieta Augusta Schmidt, filha dileta do estimado cavalheiro Sr. Amaro Carlos Schmidt, hábil Guarda-livros, hoje Tesoureiro da Câmara Municipal.
Apenas onze meses viveu casado pois, logo faleceu D.a Julieta, no rio de Janeiro, onde então residia Honório Jovino.
E assim, após uma rápida passagem pelo mundo,descansa agora Honório Jovino sob a solidão profunda do túmulo.
Ao seu digno pai, Sr. Caetano Jovino, antigo e honrado negociante desta praça e a toda família do morto, "O Norte" apresenta pêsames e roga a Deus pela alma de Honório Jovino, o amigo dedicado, o colega leal, o cidadão prestante.
Morreu em pleno vigor da idade, aos 26 anos, quando a vida ainda se lhe sorria cheia de fagueiras esperanças, vitimados por traiçoeira moléstia. 
Quinta-feira, pela manhã, aqui chegou o corpo , carregado em um caixão mortuário provisório, feito ali, acompanhado pela laboriosa colônia italiana daquela povoação.
Às 17 horas foi seu corpo sepultado no Cemitério da Ordem 3a, comparecendo ao ato avultado número de amigos do finado, além de representantes do "Norte", "Federação", e da colônia italiana.
Sobre o caixão mortuário notamos estas coroas: "Saudades de sua Família – Saudades da Família Schmidt – A Imprensa de Taubaté ao seu inolvidável paladino".
Proferiu um discurso à beira da sepultura, o inteligente professor do Liceu de Artes e Ofícios, Sr. José Olegário de Barros que, em linguagem sincera e comovente, fez o necrológio do jovem morto." 

## Agradecimentos
Sr Paulo Bonani - Ouvidoria PMT
Dr. Lara Giovane